# Ścieżki dźwiękowe z serii Angel Beats!
Angel Beats! to 13-odcinkowy serial anime wyprodukowany w 2010 roku przez P.A. Works i Aniplex w reżyserii Seijiego Kishi. Fabuła została pierwotnie pomyślany przez Juna Maedę, który napisał również scenariusz i skomponował muzykę wspólnie z grupą Anant-Garde Eyes. Dyskografia Angel Beats! składa się z jednego albumu studyjnego, sześciu singli i jednej ścieżki dźwiękowej. Pięć wydawnictw stanową single fikcyjnego zespołu Girls Dead Monster, stworzonego na potrzeby anime, a do których piosenki zaśpiewały LiSA i Marina. 

## Albumy

### Keep The Beats!
Keep The Beats! to album studyjny zespołu Girls Dead Monster wydany 30 czerwca 2010 roku w Japonii przez Key Sounds Label z numerem katalogowym KSLA-0058. 28 lipca 2010 roku Sony Magazines wydało również album zawierającą instrumentalne wersje utworów wraz z 256-stronicową książką z nutami. Wydawnictwo zawiera jedną płytę z 13 utworami śpiewanymi przez LiSA. Album został skomponowany przez Juna Maedę, który napisał również słowa do piosenek, a aranżacji dokonał Hikarishūyō.
| Lista utworów | Lista utworów                                   | Lista utworów |
| Nr            | Tytuł utworu                                    | Długość       |
| ------------- | ----------------------------------------------- | ------------- |
| 1.            | „Crow Song (Yui Ver.)”                          | 4:04          |
| 2.            | „Thousand Enemies”                              | 4:48          |
| 3.            | „Shine Days”                                    | 4:56          |
| 4.            | „23:50”                                         | 4:21          |
| 5.            | „Run With Wolves”                               | 4:05          |
| 6.            | „Morning Dreamer”                               | 3:47          |
| 7.            | „Rain Song”                                     | 4:57          |
| 8.            | „Alchemy (Yui Ver.)”                            | 4:16          |
| 9.            | „Ichiban no takaramono (Yui ver.)” (一番の宝物) | 6:00          |
| 10.           | „Little Braver (Album Ver.)”                    | 4:57          |
| 11.           | „My Song (Yui Ver.)”                            | 5:09          |
| 12.           | „My Soul, Your Beats! (Gldemo Ver.)”            | 4:45          |
| 13.           | „Brave Song (Gldemo Ver.)”                      | 5:40          |
|               |                                                 | 1:01:45       |

### Angel Beats! Original Soundtrack
Angel Beats! Original Soundtrack został wydany 28 lipca 2010 roku w Japonii przez Key Sounds Label z numerami katalogowymi KSLA-0059 i KSLA-0060. Ścieżka dźwiękowa składa się z dwóch płyt zawierających  łącznie 47 utworów, które skomponowali Jun Maeda i członkowie zespołu Anant-Garde Eyes. Lia zaśpiewała „My Soul, Your Beats!”, Karuta zaśpiewała „Ichiban no takaramono (Original Version)”, a Aoi Tada zaśpiewała „Brave Song”.
Wszystkie utwory zostały skomponowane i zaaranżowane przez zespół Anant-Garde Eyes, chyba że zaznaczono inaczej.
| Płyta 1 | Płyta 1                                                                | Płyta 1 |
| Nr      | Tytuł utworu                                                           | Długość |
| ------- | ---------------------------------------------------------------------- | ------- |
| 1.      | „My Soul, Your Beats!” (Kompozycja i słowa: Jun Maeda; Wykonanie: Lia) | 4:35    |
| 2.      | „theme of SSS”                                                         | 1:52    |
| 3.      | „school days”                                                          | 2:21    |
| 4.      | „girl's hop”                                                           | 2:12    |
| 5.      | „art of war”                                                           | 1:35    |
| 6.      | „today is ok”                                                          | 3:52    |
| 7.      | „memory”                                                               | 1:33    |
| 8.      | „my most precious treasure” (Kompozycja: Jun Maeda)                    | 2:47    |
| 9.      | „tactics”                                                              | 1:32    |
| 10.     | „enemy country”                                                        | 2:12    |
| 11.     | „operation start”                                                      | 2:19    |
| 12.     | „decisive battle”                                                      | 1:39    |
| 13.     | „attack!!”                                                             | 1:49    |
| 14.     | „critical point”                                                       | 1:12    |
| 15.     | „study time”                                                           | 1:38    |
| 16.     | „niku udon”                                                            | 2:04    |
| 17.     | „invention”                                                            | 1:08    |
| 18.     | „toy of spring”                                                        | 1:46    |
| 19.     | „deochi!”                                                              | 1:34    |
| 20.     | „light drop”                                                           | 2:00    |
| 21.     | „worthy rival”                                                         | 2:06    |
| 22.     | „burial”                                                               | 2:48    |
| 23.     | „play ball”                                                            | 2:47    |
| 24.     | „walkure”                                                              | 0:30    |
| 25.     | „let's operation”                                                      | 2:00    |
| 26.     | „evening breeze”                                                       | 1:36    |
| 27.     | „moment of rest”                                                       | 2:12    |
|         |                                                                        | 55:39   |

| Płyta 2 | Płyta 2 | Płyta 2 |
| Nr      | Tytuł utworu                                                                                               | Długość |
| ------- | --- | ------- |
| 1.      | „initial impulse”                                                                                          | 1:14    |
| 2.      | „my heart” (Kompozycja: Jun Maeda)                                                                         | 2:49    |
| 3.      | „soul friends” (Kompozycja: Jun Maeda)                                                                     | 2:56    |
| 4.      | „kanade” (Kompozycja: Jun Maeda)                                                                           | 3:03    |
| 5.      | „my most precious treasure (orgel)” (Kompozycja: Jun Maeda)                                                | 2:21    |
| 6.      | „memory (orgel)”                                                                                           | 1:33    |
| 7.      | „unjust life”                                                                                              | 2:45    |
| 8.      | „nocturne in the afternoon”                                                                                | 1:39    |
| 9.      | „anxiety”                                                                                                  | 1:49    |
| 10.     | „abyss” | 3:16    |
| 11.     | „alter ego”                                                                                                | 1:50    |
| 12.     | „siren” | 1:54    |
| 13.     | „transforms to the shadow”                                                                                 | 2:25    |
| 14.     | „otonashi”                                                                                                 | 1:40    |
| 15.     | „angel's flight”                                                                                           | 1:16    |
| 16.     | „firing preparation”                                                                                       | 2:14    |
| 17.     | „desperation”                                                                                              | 2:33    |
| 18.     | „breakthrough”                                                                                             | 3:08    |
| 19.     | „Ichiban no takaramono (Original Version)” (一番の宝物) (Kompozycja i słowa: Jun Maeda; Wykonanie: Karuta) | 5:59    |
| 20.     | „Brave Song” (Kompozycja i słowa: Jun Maeda; Wykonanie: Aoi Tada)                                          | 5:37    |
|         | | 52:01   |

## Single

### Crow Song
„Crow Song” to singel zespołu Girls Dead Monster składający się z piosenek śpiewanych przez Marinę i wydany 23 kwietnia 2010 roku w Japonii przez Key Sounds Label z numerem katalogowym KSLA-0051. Singel został skomponowany przez Juna Maedę, który napisał również słowa do piosenek, a aranżacji dokonał Hikarishūyō.
| Lista utworów | Lista utworów | Lista utworów |
| Nr            | Tytuł utworu  | Długość       |
| ------------- | ------------- | ------------- |
| 1.            | „Crow Song”   | 4:08          |
| 2.            | „Alchemy”     | 4:16          |
| 3.            | „My Song”     | 4:53          |
|               |               | 13:17         |

### Thousand Enemies
„Thousand Enemies” to singel zespołu Girls Dead Monster składający się z piosenek śpiewanych przez LiSA i wydany 12 maja 2010 roku w Japonii przez Key Sounds Label z numerem katalogowym KSLA-0052. Singel został skomponowany przez Juna Maedę, który napisał również słowa do piosenek, a aranżacji dokonał Hikarishūyō. Część chóralna w utworze „Highest Life” została wykonana przez AMG Music School.
| Lista utworów | Lista utworów      | Lista utworów |
| Nr            | Tytuł utworu       | Długość       |
| ------------- | ------------------ | ------------- |
| 1.            | „Thousand Enemies” | 4:49          |
| 2.            | „Rain Song”        | 5:01          |
| 3.            | „Highest Life”     | 6:26          |
|               |                    | 16:16         |

### My Soul, Your Beats! / Brave Song
„My Soul, Your Beats! / Brave Song” jest split singlem wydanym 26 maja 2010 roku w Japonii przez Key Sounds Label z numerami katalogowymi KSLA-0053 (edycja limitowana) oraz KSLA-0054 (edycja zwykła). Te dwa tytułowe utwory, wykonywane odpowiednio przez Lię i Aoi Tadę, były używane jako piosenki otwierające i kończące w anime Angel Beats! Singel zawiera ich oryginalne, skrócone i instrumentalne wersje. Wydawnictwo zostało skomponowane przez Juna Maedę, który napisał również słowa do piosenek, a aranżacji dokonał zespół Anant-Garde Eyes. Singel zadebiutował na 3. pozycji w rankingu Oricon, sprzedając się w ilości ok. 80 000 kopii w pierwszym tygodniu sprzedaży. Edycja limitowana zawierała bonusową płytę DVD zawierające wersję czołówki i tytułówki anime pozbawioną napisów. 
| Lista utworów | Lista utworów                         | Lista utworów |
| Nr            | Tytuł utworu                          | Długość       |
| ------------- | ------------------------------------- | ------------- |
| 1.            | „My Soul, Your Beats!”                | 4:35          |
| 2.            | „Brave Song”                          | 5:25          |
| 3.            | „My Soul, Your Beats! (TV Size)”      | 1:35          |
| 4.            | „Brave Song (TV Size)”                | 1:48          |
| 5.            | „My Soul, Your Beats! (Instrumental)” | 4:35          |
| 6.            | „Brave Song (Instrumental)”           | 5:25          |
|               |                                       | 23:23         |

### Little Braver
„Little Braver” to singel zespołu Girls Dead Monster składający się z piosenek śpiewanych przez LiSA i wydany 9 czerwca 2010 roku w Japonii przez Key Sounds Label z numerem katalogowym KSLA-0055. Singel został skomponowany przez Juna Maedę, który napisał również słowa do piosenek, a aranżacji dokonał Hikarishūyō.
| Lista utworów | Lista utworów   | Lista utworów |
| Nr            | Tytuł utworu    | Długość       |
| ------------- | --------------- | ------------- |
| 1.            | „Little Braver” | 4:33          |
| 2.            | „Shine Days”    | 4:56          |
| 3.            | „Answer Song”   | 5:34          |
|               |                 | 15:03         |

### Last Song
„Last Song” to singel zespołu Girls Dead Monster składający się z piosenek śpiewanych przez Marinę i wydany 8 grudnia 2010 roku w Japonii przez Key Sounds Label z numerem katalogowym KSLA-0064. Singel został skomponowany przez Juna Maedę, który napisał również słowa do piosenek, a aranżacji dokonał Hikarishūyō.
| Lista utworów | Lista utworów                           | Lista utworów |
| Nr            | Tytuł utworu                            | Długość       |
| ------------- | --------------------------------------- | ------------- |
| 1.            | „Last Song”                             | 5:36          |
| 2.            | „Hot Meal (Another «Thousand Enemies»)” | 4:57          |
| 3.            | „God Bless You”                         | 10:32         |
|               |                                         | 21:05         |

### Ichiban no takaramono (Yui final ver.)
„Ichiban no takaramono (Yui final ver.)” (jap. 一番の宝物～Yui final ver.～) to singel zespołu Girls Dead Monster składający się z piosenek śpiewanych przez LiSA i wydany 8 grudnia 2010 roku w Japonii przez Key Sounds Label z numerem katalogowym KSLA-0065. Singel został skomponowany przez Juna Maedę, który napisał również słowa do piosenek, a aranżacji dokonał Hikarishūyō.
| Lista utworów | Lista utworów                                         | Lista utworów |
| Nr            | Tytuł utworu                                          | Długość       |
| ------------- | ----------------------------------------------------- | ------------- |
| 1.            | „Ichiban no takaramono (Yui final ver.)” (一番の宝物) | 6:08          |
| 2.            | „Storm Song”                                          | 4:13          |
| 3.            | „Day Game”                                            | 4:53          |
|               |                                                       | 15:14         |

## Notowania
| Album                                    | Data wydania     | Wytwórnia                         | Format     | Najwyższa pozycja na liście Oricon |
| ---------------------------------------- | ---------------- | --------------------------------- | ---------- | ---------------------------------- |
| „Crow Song”                              | 23 kwietnia 2010 | Key Sounds Label (KSLA-0051)      | CD         | 7                                  |
| „Thousand Enemies”                       | 12 maja 2010     | Key Sounds Label (KSLA-0052)      | CD         | 4                                  |
| „My Soul, Your Beats! / Brave Song”      | 26 maja 2010     | Key Sounds Label (KSLA-0053–0054) | CD, CD+DVD | 3                                  |
| „Little Braver”                          | 9 czerwca 2010   | Key Sounds Label (KSLA-0055)      | CD         | 2                                  |
| Keep The Beats!                          | 30 czerwca 2010  | Key Sounds Label (KSLA-0058)      | CD         | 6                                  |
| Angel Beats! Original Soundtrack         | 28 lipca 2010    | Key Sounds Label (KSLA-0059–0060) | CD         | 9                                  |
| „Last Song”                              | 8 grudnia 2010   | Key Sounds Label (KSLA-0064)      | CD         | 2                                  |
| „Ichiban no takaramono (Yui final ver.)” | 8 grudnia 2010   | Key Sounds Label (KSLA-0065)      | CD         | 3                                  |